# ناوتو ایشیکاوا
ناوتو ایشیکاوا (انگلیسی: Naoto Ishikawa؛ زادهٔ ۷ نوامبر ۱۹۸۹) بازیکن فوتبال اهل ژاپن است.